# پشت‌پر (صیدون)
پشت‌پر، روستایی در دهستان واجل بخش مرکزی شهرستان صیدون در استان خوزستان ایران است.
مردم این روستا لر و از ایل بزرگ شیخ امامزاده عبدالله هستند که بدلیل انتساب به این امامزاده، مورد احترام تمام ایلات و طوایف منطقه می باشند. 
شغل مردم روستا، با توجه به اقلیم، کشاورزی و دامپروری است. دامداری آن سنتی و شامل پرورش گوسفند و بز می باشد.
کشاورزی آن دیم و کاشت گندم و جو در آن رواج دارد.   
دلیل نامگذاری روستا به پُشت پَر، کوهی است که روبروی روستاست و به نام « تیلِ پُشت پَر » معروف است، کوهی به طول 7 کیلومتر و عرض تقریبأ 800 متر که به همین خاطر به آن  پَر هم می گویند و چون روستا پشت این کوه قرار دارد، آن را پُشت پَر نامیدند.
این کوه با ارتفاع بیش از 1200 متر از سطح دریا مانند دیدبانی بزرگ درمیان منطقه خودنمایی می کند و دارای پوشش گیاهی و مرتعی خوب و درختانی نظیر بنه، کلخونگ، بلوط، انجیر، بادام، کُنار رملیک، کیکوم، گون،کارده، و حیواناتی نظیر گرگ، شغال، روباه، کفتار، جوجه تیغی و پرندگانی مانند گنجشک،کُل کمری،تیهو،جغد، شاهین، و خزندگانی مانند مار،مارمولک،چلپاسه می باشد.
جدیدأ با توجه به خاک حاصلخیز این روستا، چندین واحد گلخانه در آن راه اندازی شده است.
چند واحد مرغداری، ایستگاه تقویت ولتاژ برق نیز در این روستا قرار دارند. 

## جمعیت
بر پایه سرشماری عمومی نفوس و مسکن در سال ۱۳۹۵، جمعیت این روستا برابر با ۱۰۵ نفر (۲۸ خانوار) بوده‌است.